# Dansk Skoleskak
Dansk Skoleskak er en frivillig social børne- og ungdomsorganisation grundlagt i 1960, der spiller hjernen stærk. Dansk Skoleskak bygger på en idé om, at skoleskak styrker børn og unges faglige og sociale udvikling, så flere oplever et liv med læring og uddannelse.
Dansk Skoleskak organiserer læringsaktiviteter på over 600 skoler i Danmark i 90 kommuner samt i Grønland. Organisationen samarbejder med skoleskakorganisationer på Færøerne, i England, Etiopien, Finland, Island, Litauen, Norge, Sverige, Syrien, Tyrkiet, Tyskland, USA og Østrig.
Organisationen står bag læringsprogrammet SKAK+MAT®, hvor skoleskak og matematikundervisning kombineres. Et forskningsprojekt viste positive resultater for matematikindlæringen for alle elevgrupper.
Dansk Skoleskak er medlem af paraplyorganisationen Dansk Ungdoms Fællesråd (DUF) og godkendt som "Frivillig social børne- og ungdomsorganisation" af Center for Frivilligt Socialt Arbejde.

## Historie
Dansk Skoleskak blev stiftet i 1960 med lærer Børge Borgå, Aabenraa, som en af initiativtagerne. I skoleåret 1960/61 var der 22 skoleskakklubber på landsplan. Dette tal var i 1965 steget til 112 skoleskakklubber, fordelt på 10 landsdele. Medlemsbladet ’Det Skæve Tårn’ stiftedes i 1966 og skiftede i 1969 navn til det nuværende ’Skoleskak'. I november 1974 spilledes det første individuelle Danmarksmesterskab i skoleskak. Lærer John Dahlberg fik i samme år i Nørre Aaby på Fyn skoleskak på skemaet, som en del af skolernes undervisningstilbud.
I 1980'erne kom den på det tidspunkt største tilslutning til skoleskak med 20.000 medlemmer på landsplan samt afviklingen af det første DM i pigeskak. I 1990'erne faldt tilslutningen markant. I sidste halvdel af 2000'erne valgte et stigende antal skoler, forældre og frivillige at få skoleskak tilbage som en del af de lokale skolers læringstilbud. I 2007 blev Dansk Skoleskak optaget i Dansk Ungdoms Fællesråd (DUF). Dette medførte ansættelsen af de første medarbejdere samt etableringen af et landskontor.
Dansk Skoleskak står bag Skoleskaklærer-uddannelsen®, hvor lærere og pædagoger efteruddannes til at undervise i skoleskak i skolen.
Dansk Skoleskak står bag Skolernes Skakdag - hjernens motionsdag® fredag i uge 6, som hjernegymnastikkens svar på Skolernes Motionsdag.
Dansk Skoleskak har lavet social-, lærings- og integrationsindsatser sammen med bl.a. Social- og Integrationsministeriet, Undervisningsministeriet og A.P. Møller Fonden.

## Skoleskak som pædagogisk værktøj

### Understøttende undervisning
Skoleskak er i forbindelse med den nye folkeskolereform blevet anbefalet som understøttende undervisning:
”Med folkeskolereformen indføres en ny form for undervisning i skolen – den understøttende undervisning. Denne tid skal blandt andet bruges til aktiviteter, der kan støtte de forskellige fag. Det vil være helt oplagt at bruge skoleskak som et element her. Der er mange måder at blive inspireret, motiveret og engageret på. Skoleskak er et rigtig godt eksempel på, hvordan man kan lære på en anderledes og sjov måde. I den sammenhæng er det vigtigt at sikre et bedre videngrundlag om kvaliteten af læringstilbud som skoleskak” (Tidligere Børne- og undervisningsminister Christine Antorini).

### Forebyggende specialundervisning
I 2011 udgav Dansk Skoleskak rapporten "Skoleskak som forebyggende specialundervisning", der sammenfattede dansk og udenlandsk viden om området. Professor ved Danmarks Pædagogiske Universitetsskole, Aarhus Universitet (DPU), Niels Egelund, skrev rapportens forord. Rapporten bidrog til debatten om folkeskolens specialundervisningstilbud, herunder begrebet forebyggende specialundervisning, der blev lanceret i en kronik i Information 13. marts 2010.

### Skoleskak og matematik
I 2010 udgav Dansk Skoleskak i samarbejde med Forlaget Matematik læringsmaterialet "SKAK + MAT" målrettet matematik i 1.-2. klasse. Materialet anvender skakspillet som metode til indlæring af matematik. Traditionel skoleskak organiseres typisk af 1-2 lærere/pædagoger i et frivilligt tilbud, hvor eleverne deltager på tværs af årgange. Læringsprogrammet SKAK+MAT® er en del af den obligatoriske matematikundervisning, hvor eleverne i indskolingen arbejder med kombineret skoleskak og matematik. SKAK+MAT® organiseres af flere lærere/ pædagoger i matematiktimerne eller som del af den understøttende undervisning, der anvendes til at udvikle elevernes matematikkompetencer.

### SKAK+MAT® Aarhus-undersøgelse
Fra 2013 til 2015 har Dansk Skoleskak, Aarhus Kommune og Trygfondens Børneforskningscenter samarbejdet om at undersøge, hvilke effekter skoleskak har på børns matematikkundskaber. På fem århusianske skoler har i alt 31 klasser og mere end 600 elever været involveret i projektet, hvor godt 2/3 af klasserne fik erstattet 1 ugentlig matematiktime i 6 måneder med SKAK+MAT®, mens de resterende klasser fungerede som kontrolgruppe i forsøget. Forskningens resultater blev i offentliggjort i TV2OJ's regionale udsendelse og viste at de elever der modtog skoleskak undervisning blev bedre til matematik end kontrolgruppen. Det virkede for alle, men især for drenge, top- og bundelever og de som nogle gange keder sig i skolen."Den simple konklusion er, at skak gør elever bedre til matematik end matematikundervisning gør. Og det virker faktisk for dem alle sammen. Det er ikke sådan at der er nogen der ikke har gavn af det" - Professor, Michael Rosholm.

### Skoleskak For Alle® - forskningsrapport
I maj 2020 udgav docent Christian Quvang (UC SYD Forskning) en forskningsrapport om læringsindsatsen Skoleskak For Alle® (SFA). Undersøgelsen bestod af observationer og spørgeskemaer af lærere og elever der deltog i den specialiserede indsats Skoleskak For Alle® - henvendt elever i folkeskolen med sociale og kognitive udfordringer - i perioden 2018-2020.
Resultatet af undersøgelsen påviste at skoleskak støtter udviklingen af kognitive kompetencer som koncentration, hukommelse, logisk tænkning, (selv)kritisk tænkning og beslutningsevne.
Desuden at skoleskak kan støtte faglig udvikling i fag som matematik og dansk, samt at skoleskak kan understøtte udviklingen af sociale holdninger og god opførsel. Christian Quvang påpeger i materialet også en tredje pointe: "Dog er det mest markante fund at skoleskak er en mulighed for at introducere en nyskabende pædagogisk aktivitet i en skole, hvor behovet for at introducere nye måder at lære på efterspørges som nødvendige for at sikre børn og unges individuelle udvikling."

### Hjernen På Skemaet®
I 2021 lancerede Dansk Skoleskak - med støtte fra Det Obelske Familiefond - læringsindsatsen Hjernen På Skemaet® hos 40 skoler med børn og unge fra specialskoler/specialklasser.
Hjernen På Skemaet® er en læringsindsats der sætter mental sundhed på dagsordenen i børnehøjde, ved at anvende playful-learning-baseret undervisningsmateriale (skoleskak) til at udvikle elevers bevidsthed om mental sundhed.
Perspektiverne i HPS er blevet bekræftet og forstærket via dialoger med Sundhedsstyrelsen, ABC For Mental Sundhed, professor i mental børnesundhed Carsten Obel, Aarhus Universitet, professor i sundhedspædagogik og mental sundhed Karen Wistoft, DPU m.fl.

## Skolernes Skakdag - hjernens motionsdag®
Skolernes Skakdag - hjernens Motionsdag® er hjernegymnastikkens svar på Skolernes Motionsdag og afholdes hvert år fredag i uge 6 (før vinterferien mange steder) med en Landsfinale i marts måned. På Skolernes Skakdag - hjernens motionsdag® træner eleverne sig selv i at holde fokus, koncentration og tænke fremad under mottoet: "Det skal være sjovt at blive klogere!". Skolernes Skakdag - Hjernens Motionsdag startede i 2011 med 11 skoler og under 2.000 elever. I dag har det vokset sig til en landsdækkende begivenhed med over 50.000 deltagende skoleelever. 

## Skoleskaklærer-uddannelsen®
Skoleskak er flere steder en del af skolens tilbud som supplement til matematik, idræt, dansk og engelsk. Dansk Skoleskak har siden 2009 udbudt Skoleskaklærer-uddannelsen®, der uddanner lærere og pædagoger i skoleskak, formidling af regler og nyeste undervisningsmetoder i skoleskak. Uddannelsen er omtalt på Folkeskolen.dk.

## Skakkens Hus – hjernens motionscenter®
I 2024 åbner Dansk Skoleskak Skakkens Hus – hjernens motionscenter®, der skal huse skoleskak, hjernegymnastik og andre skakaktiviteter.
Skakkens Hus – hjernens motionscenter® bliver bygget på 750 m2 i Sølvgade 15, 1307 København, tæt på Kongens Have.
27. september 2023 åbnede Skakkens Hus – hjernens motionscenter® POP-UP, der året ud bliver testzone for aktiviteter og tiltag til fremtidens Skakkens Hus – hjernens motionscenter®. Åbningstider for POP-UP er: Mandag og onsdag: 14-18 og fredag: 9-12.
Dansk Skoleskak Skakkens Hus – hjernens motionscenter® bliver realiseret med opbakning fra bl.a. A.P. Møller Fonden, Realdania, Area9 Innovation ApS, Otto Mønsteds Fond, Ole Kirk’s Fond, Nykredits Fond og Dronning Margrethes og Prins Henriks Fond.

## Skoleskak internationalt
Skoleskak benyttes i mange lande verden over, hvor et af de mere kendte er Chess In The Schools, som USA's tidligere præsident, Bill Clinton bl.a. fremhævede i sin bog 'Giving' fra 2007. Der er lavet flere film om emnet, bl.a. Brooklyn Castle og Knights of the South Bronx.

## Skakshoppen
Dansk Skoleskak bestyrer desuden webbutikken Skakshoppen.dk og den tilsvarende svensksprogede schackshoppen.se.